# Élections à la Junte générale de la principauté des Asturies de 1995
Les élections à la Junte générale de la principauté des Asturies de 1995 (en espagnol : Elecciones a la Junta General del Principado de Asturias de 1995) se sont tenues le dimanche 28 mai 1995, afin d'élire les quarante-cinq députés de la quatrième législature de la Junte générale de la principauté des Asturies.
Le scrutin voit la victoire du Parti populaire des Asturies (PPA), qui n'engange que la majorité relative.

## Contexte
Progressivement depuis 1977, les Asturies s'affirment comme un territoire que domine le Parti socialiste ouvrier espagnol (PSOE).
Au cours de l'élection régionale du 26 mai 1991, la FSA-PSOE prend une fois de plus la première place, avec un total de 41,1 % des voix et 21 députés sur 45. Deuxième, le Parti populaire des Asturies (PPA) cumule 30,5 % des suffrages, ce qui donne 15 sièges. Il est suivi de la Gauche unie des Asturies (IUA), qui recueille 14,9 % des voix, soit 6 élus. Le Centre démocratique et social (CDS), pour sa part, s'effondre avec tout juste 6,8 % des suffrages et 2 mandats. Le dernier revient à la Coalition asturienne (PAS-UNA), qui devient la première force régionaliste à intégrer la Junte générale grâce à ses 2,8 %.
Les élections municipales organisées le même jour valident ce schéma politique. Premier, le PSOE remporte 40,1 %, assez loin devant le PP qui recueille 28,4 %. IU reste solidement ancrée en troisième position avec 14,8 %, alors que le CDS résiste assez bien avec 6,8 %. L'alliance PAS-UNA obtient elle 2,1 %. Sur les sept principales villes de la communauté autonome, les socialistes en gouvernent six mais n'ont la majorité absolue qu'à San Martín del Rey Aurelio. Les conservateurs, pour leur part, prennent le pouvoir à Oviedo avec une majorité relative.
Le candidat socialiste à la présidence Juan Luis Rodríguez-Vigil passe un accord de législature avec la Gauche unie, ce qui lui permet d'être investi le 9 juillet, par 27 voix favorables. Il annonce le 24 mai 1993 qu'il compte remettre rapidement sa démission, après un scandale politico-industriel dans lequel il n'est pas corrompu, estimant devoir agir « par respect pour la crédibilité » de l'institution régionale.
Lors des élections législatives anticipées du 6 juin suivant, les socialistes encore une fois victorieux avec 39,7 % et 4 députés sur 9. Les conservateurs suivent de très près, puisqu'ils comptent également 4 élus grâce à leurs 37,7 % des suffrages exprimés. Les écosocialistes se maintiennent en troisième position avec 15,6 % et le dernier mandat à pourvoir. Lors de ce scrutin, le chef de file du PPA Isidro Fernández Rozada est élu sénateur et renonce à une nouvelle candidature en 1995. Le groupe parlementaire se choisit alors Sergio Marqués comme nouveau porte-parole.
À peine deux jours plus tard, le comité régional de la FSA-PSOE investit le maire de Llanes Antonio Trevín candidat, par 90 voix contre 47 au vice-président du conseil de gouvernement Bernardo Fernández. Contrairement à son prédécesseur, Trevín n'obtient l'investiture qu'au second tour de vote, à la majorité relative, n'ayant pas bénéficié du soutien d'IU.
Les élections européennes du 12 juin 1994 vont profondément rebattre les cartes du jeu politique régional. Le PP est cette fois-ci le premier parti des Asturies, sa liste recevant 43 % des voix. C'est simultanément un record et la première fois que le centre droit est en tête dans un scrutin dans cette communauté autonome. Le PSOE est laissé loin derrière puisque sa liste totalise 32,4 %, suivie à distance par celle d'IU qui cumule 19,7 %.
Deux mois avant l'élection, le 17 mars 1995, la commission exécutive de la FSA-PSOE investit Antonio Trevín candidat à sa succession. Cinq jours plus tôt, la direction avait officiellement demandé à son secrétaire général, député au Congrès et ancien ministre du Travail Luis Martínez Noval de se porter candidat, ce qu'il avait refusé à plusieurs reprises.

## Mode de scrutin
La Junte générale de la principauté des Asturies (en espagnol : Junta General del Principado de Asturias) se composent de 45 députés, élus pour un mandat de quatre ans au suffrage universel direct, suivant le scrutin proportionnel à la plus forte moyenne d'Hondt.
La communauté autonome est divisée en trois circonscriptions : occidentale, centrale et orientale. Chacune dispose de 2 députés au minimum, les 39 restants étant distribués en proportion de la population. Pour cette élection, la circonscription occidentale compte 7 sièges, la circonscription centrale compte 33 sièges, et la circonscription orientale compte 5 sièges. Seules les forces politiques – partis, coalitions, indépendants – ayant remporté au moins 3 % des suffrages exprimés au niveau d'une circonscription participent à la répartition des sièges.

## Campagne

### Partis et chefs de file
| Force politique | Force politique                                                            | Chef de file               | Idéologie                                         | Score en 1991              |
| --------------- | -------------------------------------------------------------------------- | -------------------------- | ------------------------------------------------- | -------------------------- |
|                 | Fédération socialiste asturienne-PSOE Federación Socialista Asturiana-PSOE | Antonio Trevín (Président) | Centre gauche Social-démocratie, progressisme     | 41,1 % des voix 21 députés |
|                 | Parti populaire des Asturies Partido Popular de Asturias                   | Sergio Marqués             | Centre droit Conservatisme, démocratie chrétienne | 30,5 % des voix 15 députés |
|                 | Gauche unie des Asturies Izquierda Unida de Asturias                       | Gaspar Llamazares          | Gauche Communisme, républicanisme                 | 14,9 % des voix 6 députés  |

## Résultats

### Voix et sièges
| Inscrits                              | Inscrits                 | Inscrits                 | 945 105   |             |                      |                      |
| Abstentions                           | Abstentions              | Abstentions              | 292 465   | 30,95 %     |                      |                      |
| Votants                               | Votants                  | Votants                  | 652 640   | 69,05 %     |                      |                      |
|                                       |                          |                          |           |             |                      |                      |
| Bulletins enregistrés                 | Bulletins enregistrés    | Bulletins enregistrés    | 652 640   |             |                      |                      |
| Bulletins blancs ou nuls              | Bulletins blancs ou nuls | Bulletins blancs ou nuls | 11 475    | 1,76 %      |                      |                      |
| Suffrages exprimés                    | Suffrages exprimés       | Suffrages exprimés       | 641 165   | 98,24 %     | 45 sièges à pourvoir | 45 sièges à pourvoir |
|                                       |                          |                          |           |             |                      |                      |
| Liste                                 | Tête de liste            |                          | Suffrages | Pourcentage | Sièges acquis        | Var.                 |
| Parti populaire des Asturies          | Sergio Marqués           |                          | 272 495   | 42,5 %      | 21 / 45              | 6                    |
| Fédération socialiste asturienne-PSOE | Antonio Trevín           |                          | 219 527   | 34,24 %     | 17 / 45              | 4                    |
| Gauche unie des Asturies              | Gaspar Llamazares        |                          | 106 538   | 16,62 %     | 6 / 45               | en stagnation        |
| Parti asturianiste                    | Xuan Xosé Sánchez        |                          | 20 669    | 3,22 %      | 1 / 45               | en stagnation        |
| Centre démocratique et social         | Néant                    |                          | 0         | 0 %         | 0 / 45               | 2                    |
| Autres listes                         | Néant                    |                          | 21 936    | 3,42 %      | 0 / 45               |                      |

### Analyse
Cette élection est absolument inédite dans l'histoire politique des Asturies. La participation augmente en quatre ans de 111 800 électeurs, ce qui constitue tout à la fois la première hausse et un record d'affluence, jamais plus de 600 000 inscrits ne s'étant rendus aux urnes.
Le Parti populaire des Asturies profite à plein de cette évolution. Il gagne en effet 110 700 voix en quatre ans, dépassant les 200 000 suffrages favorables pour la première fois dans ce type d'élection. Il s'établit ainsi à 42,5 %, étant jusqu'ici confiné en dessous des 35 %. Il engrange ainsi 6 nouveaux élus et totalise 21 députés, établissant son record historique. Cette poussée conservatrice a des conséquences sur la Fédération socialiste asturienne-PSOE, reléguée à la deuxième place, tout en enregistrant une infime hausse de 1 400 voix, la première depuis 1987. Les socialistes, qui tombent sous le seuil des 35 % et voient l'écart avec les conservateurs se fixer à 52 900 suffrages, s'imposent de 2 400 voix dans la circonscription occidentale mais sont devancés dans les deux autres, une première là encore.
La Gauche unie des Asturies n'est pas en reste, dans la mesure où elle franchit la barre symbolique des 100 000 voix. Avec plus de 16 % des suffrages exprimés, les écosocialistes gagnent en effet 27 600 voix et accroissent leur représentation à 6 députés. De cette manière, la gauche reste majoritaire avec un total de 23 parlementaires. En effet, le Parti asturianiste – qui progresse de 6 100 suffrages par rapport à la Coalition asturienne – n'engrange qu'un seul mandat parlementaire.

### Conséquences
Le 10 juillet, Sergio Marqués est investi président de la principauté des Asturies au second tour de scrutin, par 21 voix favorables, contre 17 à Antonio Trevín et 7 abstentions.